# Николас Леос
Николас Леос Алмирон (на испански: Nicolás Léoz Almirón) е парагвайски футболен функционер, президент на КОНМЕБОЛ (южноамериканската футболна федерация) от 1986 г.

## Биография
Роден е на 10 септември 1928 г. в Пирисал. През февруари 2006 г. е преизбран за президент на футболната федерация за шести път.
Леос е началник на Правния отдел на Парагвайската баскетболна федерация през 1957-1959 г., президент на парагвайския футболен клуб „Либертад“ през 1969-1970 и 1974-1977 г.
Президент на Парагвайската футболна асоциация през 1971-1973 и 1979-1985, вицепрезидент на КОНМЕБОЛ през 1972-1974 и 1980-1986 г.